# سترلينغ (كولورادو)
سترلينغ (بالإنجليزية: Sterling, Colorado)‏ هي مدينة تقع في مقاطعة لوغان - مقر المقاطعة بولاية كولورادو في الولايات المتحدة. تأسست عام 1868، تبلغ مساحتها 17.8 (كم²)، وترتفع عن سطح البحر 1181 م، بلغ عدد سكانها 18211 نسمة في عام 2013 حسب إحصاء مكتب تعداد الولايات المتحدة وتصل الكثافة السكانية فيها 747.25 نسمة/كم2.

## أعلام
- داستين فيتزيمونز
- فريدريك ليبي
- لاري بارنز